# Elburzia fenestrata
Elburzia fenestrata là một loài thực vật có hoa trong họ Cải. Loài này được (Boiss.) Hedge mô tả khoa học đầu tiên năm 1969.